# Голдырев, Василий Иванович
Василий Иванович Голдырев (24 февраля 1923, Барнаул — 17 мая 2001) — советский художник-живописец. Член Союза художников России (1996).
Работал в жанре пейзажной картины. Стоял у истоков создания Алтайского отделения Художественного фонда РСФСР.

## Биография
Родился в 1923 году в городе Барнаул.
Во время Великой Отечественной — рядовой, служил в 886 сп. Был ранен, лечение проходил в ЭГ 1878, выписан из эвакогоспиталя 29.06.1942.
В послевоенные годы, в 1947—1949 годах, проходил обучение живописи в Барнаульской художественной студии под руководством С. М. Розе и И. Е. Харина. Участник краевых выставок с 1949 года. Василий Иванович был одним из инициаторов создания в Барнауле «Товарищества Всекохудожник».
В 1966—1980 годах художник работал в Алтайском отделении Художественного фонда РСФСР.
Умер в 2001 году.

## Основные работы
- «Хлеб убран»;
- «Зима в районе»;
- «Осень»;
- «Солнечный март»;
- «Ледоход на Оби»;
- «В горах Алтая» (1959);
- «Весна» (1967);
- «Мартовский вечер» (1967);
- «Бурный день на реке Оби» (1971);
- «Рабочий район» (1971).

## Награды
Орден Отечественной войны II степени (06.04.1985)